# لطفي علوان
لطفي علوان (بالتركية: Lütfi Elvan) (ولدَ في 12 مارس 1962 -) هو سياسي تركي، وعضو في البرلمان التركي عن حزب العدالة والتنمية. ووزير المالية والخزانة منذ 10 نوفمبر 2020، خلفًا لبيرات البيرق، شغل سابقًا منصب وزير النقل في حكومة رجب طيب أردوغان الثالثة وحكومة أحمد داوود أوغلو الأولى، ونائب رئيس الوزراء في حكومة أحمد داوود أوغلو الثالثة، واستقال في 2 ديسمبر 2021، الأمر الذي أدى إلى تعيين نور الدين نبطي من قبل أردوغان